# Maya Island Air

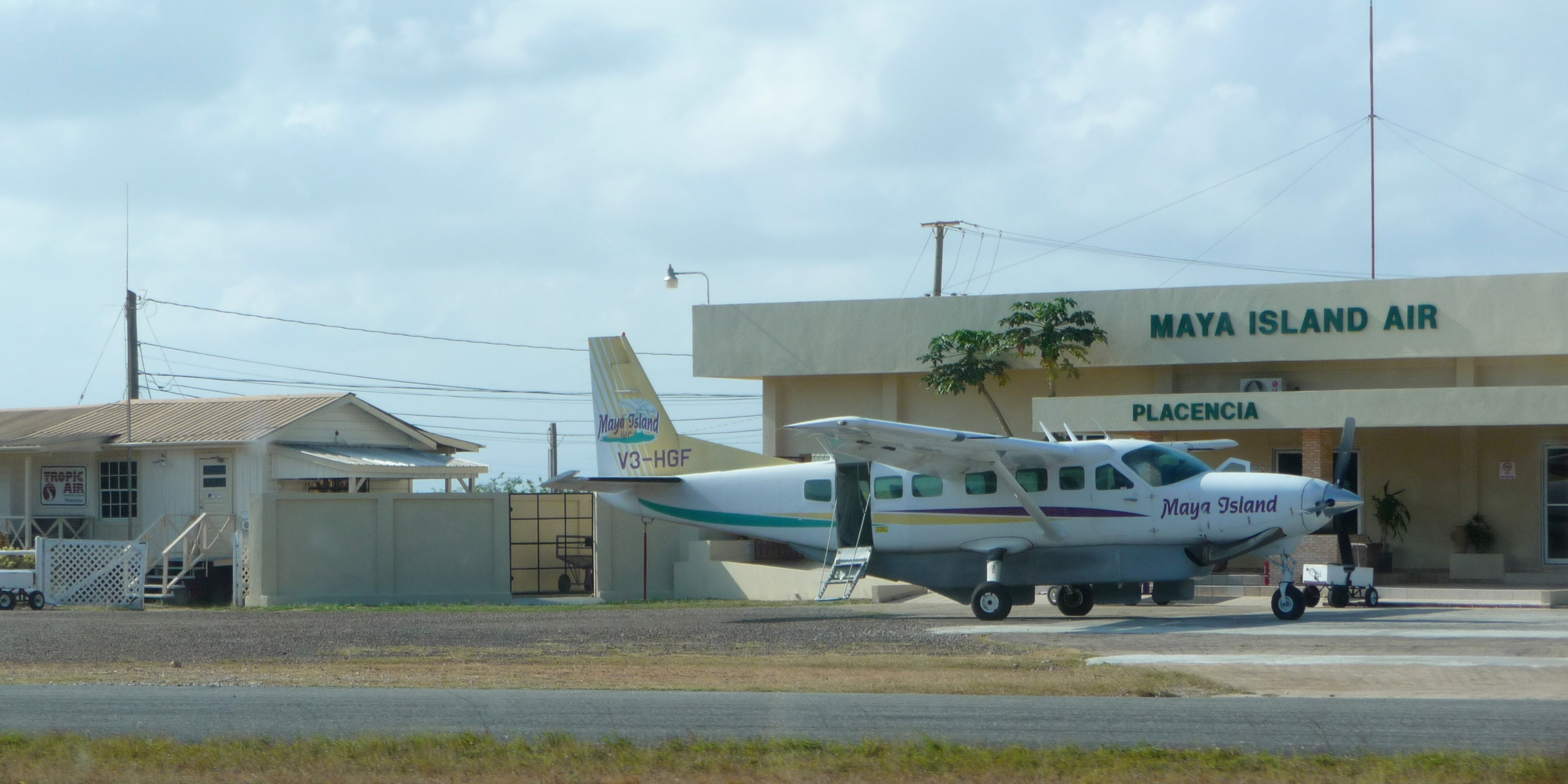
Maya Island Air sur l'aéroport de Placencia au Belize.

Maya Island Air (code AITA : MN ; code OACI : MYD) est une compagnie aérienne d'Amérique centrale, du Belize.
Sa plate-forme de correspondance est l'aéroport international Philip S. W. Goldson à Belize City.

## Destination
Vols intérieurs : 
- Belize City
- Caye Caulker
- Caye Chapel
- Corozal
- Dangriga
- Placencia
- Punta Gorda
- San Pedro
- Savanah

Vols internationaux :
- Honduras, San Pedro Sula
- Guatemala, Tikal

## Flotte
- 1 Britten-Norman BN2A Islander
- 8 Cessna Caravan 675
- 1 Gippsland Aeronautics Airvan GA 8
- 1 Cessna 182